# Médaille commémorative française de la guerre 1939-1945
La médaille commémorative française de la guerre 1939-1945 est une décoration militaire française instaurée le 21 mai 1946.

## Historique
La médaille commémorative française de la guerre 1939-1945 a été créée par le décret no 46-1217 du 21 mai 1946. Comme la médaille de la Grande Guerre, cette décoration voulait conserver la marque de la participation active durant la Seconde Guerre mondiale. Elle est attribuée à tous les combattants français et étrangers appartenant à une nation en guerre contre les pays de l'Axe.
Un décret du 2 août 1949 a étendu son attribution aux personnels de la Défense passive.

### Caractéristiques
- Insigne : la médaille a une forme hexagonale où sur l'avers, on trouve un coq au ailes déployées, debout devant une croix de Lorraine (symbole du gaullisme) et dressé sur une chaîne brisée. Au revers sont gravés les mots « République française » et « Guerre 1939-1945 ».
- Ruban :bleu clair bordé aux extrémités par une bande verte bordée par de bandes de rouge. Sur la ligne verticale médiane du ruban se trouve une suite de V rouge pour symboliser la victoire. Il comporte divers barrettes.

## Barrettes
Le ruban peut comporter un certain nombre de barrettes.
On peut y mettre 12 agrafes différentes selon les phases de la campagne :
- « France » pour les opérations entre le 3 septembre 1939 et le 25 juin 1940 ;
- « Norvège » pour les opérations entre le 12 avril 1940 et le 17 juin 1940 ;
- « Afrique » pour les opérations entre le 25 juin 1940 et le 13 mai 1943 ;
- « Libération » pour les opérations en Corse et de la Campagne de France entre le 25 juin 1940 et le 8 mai 1945 ;
- « Allemagne » pour les opérations entre le 14 septembre 1944 et le 8 mai 1945 ;
- « Extrême-Orient » (y compris océans Indien et Pacifique) pour les opérations entre le 7 décembre 1941 et le 15 août 1945 ;
- « Grande-Bretagne » pour les opérations entre le 25 juin 1940 et le 8 mai 1945 ;
- « URSS » pour les opérations de l’escadrille Normandie-Niémen entre le 28 novembre 1942 et le 8 mai 1945;
- « Atlantique » pour les opérations maritimes effectuées dans cet océan;
- « Méditerranée » pour les opérations maritimes effectuées dans cette mer;
- « Manche » pour les opérations maritimes effectuées dans cette mer;
- « Mer du Nord » pour les opérations maritimes effectuées dans cette mer.

À noter que la barrette Italie a été supprimée depuis la création en 1953 de la médaille commémorative de la campagne d'Italie.
En plus de ces barrettes, il existe une barrette par année afin de commémorer des événements s'étant déroulés en dehors des dates et lieux ci-dessus ainsi que les barrettes « Engagé volontaire » et « Défense passive ».
Il existe également des barrettes non-officielles telles que «Italie 1943», «Ile d'Elbe», ou «Autriche» (liste non limitative) certainement réalisées à la demande de soldats ayant tenu à marquer leur participation à certaines phases bien précises du conflit.